# Lamprogaster hilaris
Lamprogaster hilaris är en tvåvingeart som först beskrevs av Walker 1849.  Lamprogaster hilaris ingår i släktet Lamprogaster och familjen bredmunsflugor. Inga underarter finns listade i Catalogue of Life.